# Моральное право
Моральные права — это совокупность личных неимущественных правомочий, принадлежащих автору произведения литературы, науки и искусства, охраняемого нормами авторского права, которые обычно признаются в гражданско-правовых юрисдикциях и, в меньшей степени, в некоторых юрисдикциях общего права. Они включают право на атрибуцию, право на публикацию произведения анонимно или c использованием псевдонима, а также право на неприкосновенность произведения. Право на неприкосновенность произведения позволяет автору возражать против извращения, искажения или иного изменения произведения, которое порочит честь, достоинство или деловую репутацию автора, равно как и посягательство на такие действия, и дают автору право требовать защиты его чести, достоинства или деловой репутации.
Что-либо из того, что может нарушить связь произведения с его автором, может ввести эти моральные права в действие. Моральные права отличаются от любых экономических прав, связанных с авторскими правами. Даже если автор передал свои авторские права на произведение третьей стороне, он всё равно сохраняет моральные права на это произведение.
Моральные права впервые были признаны во Франции и Германии до того, как их в 1928 году включили в Бернскую конвенцию об охране литературных и художественных произведений.
Канада признаёт моральные права (droits moraux) в своём Законе об авторском праве (Loi sur le droit d’auteur).
Соединённые Штаты Америки подписали конвенцию в 1989 году и включили версию моральных прав в своё законодательство об авторском праве в соответствии с разделом 17 Кодекса США.
В некоторых юрисдикциях допускается отказ от моральных прав.